# فولنو-ناديجدينسكوي
فولنو-ناديزهدينسكويي (بالروسية: Вольно-Надеждинское) هي مدينة في مقاطعة بريمورسكي كراي في روسيا.